# Samuel Granada
Samuel Granada, pseudonimo di Samuel Salustiano de Jesus Silva (Nova Iguaçu, 2 ottobre 2000), è un calciatore brasiliano, attaccante del Retrô in prestito dal Fluminense.

## Carriera
Granada è cresciuto nel settore giovanile del Fluminense, con cui ha debuttato in prima squadra il 1º febbraio 2021 nell'incontro di Série A vinto 3-0 contro il Goiás. Tre giorni più tardi ha firmato il suo primo contratto professionistico ed il 15 febbraio ha segnato il suo primo gol nel successo casalingo per 3-1 sul Ceará.
Il 28 aprile seguente è stato ceduto in prestito al Vitória, dove ha tuttavia giocato solo 3 incontri nel campionato di Série B. Il 6 dicembre è passato con la stessa formula al Nova Iguaçu, con cui ha disputato un ottimo Campionato Carioca segnando 6 reti in 14 incontri. Rientrato al Fluminense, ha giocato nell'Under-23 fino a dicembre per poi passare sempre in prestito alla Juventude. Utilizzato in una sola occasione, il 10 aprile ha lasciato il club gaúcho ed è passato al Volta Redonda fino al termine della stagione. Con i gialloneri ha trovato maggior continuità realizzando 6 reti in 14 incontri di Série C.
Il 30 gennaio 2024 ha lasciato il Brasile ed è passato in prestito all'AVS in Portogallo. Al termine della stagione, conclusa con la prima promozione del club in Primeira Liga, il prestito è stato rinnovato fino al 2025.

## Statistiche

### Presenze e reti nei club
Statistiche aggiornate al 15 ottobre 2024.
| Stagione        | Squadra         | Campionato      | Campionato | Campionato | Coppe nazionali | Coppe nazionali | Coppe nazionali | Coppe continentali | Coppe continentali | Coppe continentali | Altre coppe | Altre coppe | Altre coppe | Totale | Totale | Totale |
| Stagione        | Squadra         | Comp            | Pres       | Reti       | Comp            | Pres            | Reti            | Comp               | Pres               | Reti               | Comp        | Pres        | Reti        | Pres   | Reti   |        |
| --------------- | --------------- | --------------- | ---------- | ---------- | --------------- | --------------- | --------------- | ------------------ | ------------------ | ------------------ | ----------- | ----------- | ----------- | ------ | ------ | ------ |
| 2020            | Fluminense      | A/RJ+A          | 0+2        | 1          | CB              | 0               | 0               | -                  | -                  | -                  | -           | -           | -           | 2      | 1      |        |
| 2021            | Fluminense      | A/RJ+A          | 4+0        | 0          | CB              | 0               | 0               | CL                 | 0                  | 0                  | -           | -           | -           | 4      | 0      |        |
| 2021            | Vitória         | PD/BA+B         | 0+3        | 0          | CB              | 1               | 0               | -                  | -                  | -                  | -           | -           | -           | 4      | 0      |        |
| 2022            | Nova Iguaçu     | A/RJ+D          | 0+14       | 6          | CB              | 1               | 0               | -                  | -                  | -                  | -           | -           | -           | 15     | 6      |        |
| 2023            | Juventude       | PD/RS+B         | 1+0        | 0          | CB              | 0               | 0               | -                  | -                  | -                  | -           | -           | -           | 1      | 0      |        |
| 2023            | Volta Redonda   | A/RJ+C          | 0+14       | 6          | CB              | 1               | 0               | -                  | -                  | -                  | -           | -           | -           | 15     | 6      |        |
| gen.-giu. 2024  | AVS             | SL              | 5          | 0          | CP+CdL          | 0               | 0               | -                  | -                  | -                  | -           | -           | -           | 5      | 0      |        |
| 2024-2025       | AVS             | PL              | 4          | 0          | CP+CdL          | 0               | 0               | -                  | -                  | -                  | -           | -           | -           | 4      | 0      |        |
| Totale carriera | Totale carriera | Totale carriera | 47         | 13         |                 | 3               | 0               |                    | 0                  | 0                  |             | -           | -           | 50     | 13     |        |

## Palmarès

### Club

#### Competizioni statali
- Taça Rio: 1

Fluminense: 2020